# Xanthopimpla splendens
Xanthopimpla splendens är en stekelart som beskrevs av Krieger 1899. Xanthopimpla splendens ingår i släktet Xanthopimpla och familjen brokparasitsteklar. Inga underarter finns listade i Catalogue of Life.